# A magyar labdarúgó-válogatott 2023. november 19-i mérkőzése
A magyar labdarúgó-válogatott 2023-as év tizedik, egyben utolsó mérkőzése, mely egyúttal a 2024-es Európa-bajnoki selejtezőjének utolsó játéknapja volt Montenegró ellen, 2023. november 19-én. Ez volt a magyar labdarúgó-válogatott 986. hivatalos mérkőzése. A mérkőzés végeredménye a félidei 0–1 után 3–1 lett a magyar válogatott javára. A magyar találatok szerzői Szoboszlai Dominik (duplázott) és Nagy Ádám voltak. Ezzel a győzelemmel a magyar labdarúgó-válogatott az Eb-selejtező csoportjának élén végzett és megőrizte a 2023-as évben veretlenségét, a tíz mérkőzésből 6 győzelemmel és 4 döntetlennel végződött számukra. Veretlen évet legutóbb 1975-ben produkáltak a magyarok.

## Helyszín
A találkozó Budapesten, a Puskás Arénában került megrendezésre, telt ház, 66 743 néző előtt.

## Játékvezető
A találkozó játékvezetője a 40 éves holland Danny Makkelie volt, aki 2009 óta bíráskodik a lengyel élvonalban és 2011 óta a FIFA játékvezető-kerettag, mégpedig a nemzetközi szövetség topkeretének tagja. A curaçaói születésű játékvezető korábban két világbajnoki selejtezőn is vezetett mérkőzést a magyar válogatottnak: 2017. szeptember 3-án Budapesten, a Groupama Arénában 1–0-ra kikaptunk a portugál válogatottól, míg szinte napra pontosan négy évvel később, 2021. szeptember 5-én Elbasanban szintén 1–0-ra kaptunk ki az albán nemzeti tizenegytől. Montenegrónak még sosem vezetett meccset.
A játékvezető munkáját partjelzőként a szintén holland Hessel Steegstra valamint Jan de Vries, míg negyedik játékvezetőként Marc Nagtegaal segítette. A Transfermarkt statisztikái alapján a mostani szezonban két Bajnokok Ligája csoportmeccset vezetett (Inter–Benfica 1–0 és Napoli–Union Berlin 1–1), valamint egy Európa Liga selejtezőn (Csukaricski–Olimpiakosz 0–3) bíráskodott.

## Örökmérleg a mérkőzés előtt
| Sorszám | Időpont     | Helyszín  | Eredmény  | Kiírás               |
| ------- | ----------- | --------- | --------- | -------------------- |
| 1/817   | 2007.03.24. | Podgorica | 1–2 (1–0) | felkészülési         |
| 2/832   | 2008.08.20. | Budapest  | 3–3 (1–1) | felkészülési         |
| 3/938   | 2019.09.05. | Podgorica | 1–2 (1–1) | felkészülési         |
| 4/979   | 2023.06.17. | Podgorica | 0–0       | 2024-es Eb-selejtező |

| M | Gy | D | V | G+ | G– | Gk | T (%) | Forrás      |
| - | -- | - | - | -- | -- | -- | ----- | ----------- |
| 4 | 0  | 2 | 2 | 5  | 7  | –2 | 25,00 | [ 4 ] [ 5 ] |

Jelölések
- Az eredmények magyar szempontból értendők.
- Tétmérkőzés

## A selejtezőcsoport állása a mérkőzés előtt
| Hely. | Csapat           | M | Gy | D | V | G+ | G– | Gk | P  | Továbbjutás                 |     | Magyarország | Szerbia | Montenegró | Litvánia | Bulgária |
| ----- | ---------------- | - | -- | - | - | -- | -- | -- | -- | --------------------------- | --- | ------------ | ------- | ---------- | -------- | -------- |
| 1.    | Magyarország (Q) | 7 | 4  | 3 | 0 | 13 | 6  | +7 | 15 | Kijut az Európa-bajnokságra |     | —            | 2–1     | nov. 19.   | 2–0      | 3–0      |
| 2.    | Szerbia (X)      | 7 | 4  | 1 | 2 | 13 | 7  | +6 | 13 | Kijut az Európa-bajnokságra |     | 1–2          | —       | 3–1        | 2–0      | nov. 19. |
| 3.    | Montenegró       | 7 | 3  | 2 | 2 | 8  | 8  | 0  | 11 |                             |     | 0–0          | 0–2     | —          | 2–0      | 2–1      |
| 4.    | Litvánia         | 8 | 1  | 3 | 4 | 8  | 14 | −6 | 6  |                             | 2–2 | 1–3          | 2–2     | —          | 1–1      |          |
| 5.    | Bulgária         | 7 | 0  | 3 | 4 | 5  | 12 | −7 | 3  |                             | 2–2 | 1–1          | 0–1     | 0–2        | —        |          |

## Keretek
megjegyzés: A táblázatokban szereplő adatok a mérkőzés előtti állapotnak megfelelőek.
A magyarok keretét 2023. november 7-én hirdette ki Marco Rossi szövetségi kapitány. A csapatból sérülés miatt kimaradt Fiola Attila, Sallai Roland, Varga Barnabás, Kleinheisler László, Schäfer András, Willi Orbán. Sallai Roland ott lesz a válogatottal a felkészülés alatt és állapotától függően tagja lehet a keretnek.
| Magyarország                         | Magyarország                         | Magyarország                         | Magyarország                         | Magyarország                         | Magyarország                         | Magyarország                         | Magyarország  |
| P.                                   | Név                                  | Születési idő és életkor             | Vál.                                 | Gól                                  | Klub                                 | Utolsó válogatottság                 | Érték*        |
| ------------------------------------ | ------------------------------------ | ------------------------------------ | ------------------------------------ | ------------------------------------ | ------------------------------------ | ------------------------------------ | ------------- |
| K                                    | Gulácsi Péter                        | 1990. május 6. (33 évesen)           | 51                                   | 0                                    | RB Leipzig                           | 2022.09.26-án Olaszország ellen      | 3.500.000 €   |
| K                                    | Demjén Patrik                        | 1998. március 22. (25 évesen)        | 0                                    | 0                                    | MTK                                  | —                                    | 550.000 €     |
| K                                    | Dibusz Dénes                         | 1990. november 16. (33 évesen)       | 33                                   | 0                                    | Ferencváros                          | 2023.11.16-án Bulgária ellen         | 2.800.000 €   |
| K                                    | Szappanos Péter                      | 1990. november 14. (33 évesen)       | 1                                    | 0                                    | Paksi FC                             | 2022.11.20-án Görögország ellen      | 500.000 €     |
| V                                    | Balogh Botond                        | 2002. június 6. (21 évesen)          | 1                                    | 0                                    | Parma                                | 2021.11.12-én San Marino ellen       | 750.000 €     |
| V                                    | Botka Endre                          | 1994. augusztus 25. (29 évesen)      | 25                                   | 1                                    | Ferencváros                          | 2023.11.16-án Bulgária ellen         | 1.000.000 €   |
| V                                    | Lang Ádám                            | 1993. január 17. (30 évesen)         | 64                                   | 1                                    | Omónia                               | 2023.11.16-án Bulgária ellen         | 700.000 €     |
| V                                    | Mocsi Attila                         | 2000. május 29. (23 évesen)          | 0                                    | 0                                    | Rizespor                             | —                                    | 1.200.000 €   |
| V                                    | Szalai Attila                        | 1998. január 20. (25 évesen)         | 40                                   | 1                                    | Hoffenheim                           | 2023.11.16-án Bulgária ellen         | 14.000.000 €  |
| V                                    | Szalai Gábor                         | 2000. június 9. (23 évesen)          | 0                                    | 0                                    | Kecskeméti TE                        | —                                    | 500.000 €     |
| KP                                   | Bolla Bendegúz                       | 1999. november 22. (23 évesen)       | 13                                   | 0                                    | Servette                             | 2023.06.17-én Montenegró ellen       | 1.800.000 €   |
| KP                                   | Kalmár Zsolt                         | 1995. június 9. (28 évesen)          | 35                                   | 3                                    | Fehérvár FC                          | 2023.11.16-án Bulgária ellen         | 1.000.000 €   |
| KP                                   | Kata Mihály                          | 2002. április 13. (21 évesen)        | 3                                    | 0                                    | MTK                                  | 2023.09.10-én Csehország ellen       | 400.000 €     |
| KP                                   | Kerkez Milos‡                        | 2003. november 7. (20 évesen)        | 13                                   | 0                                    | Bournemouth                          | 2023.11.16-án Bulgária ellen         | 18.000.000 €  |
| KP                                   | Nagy Ádám                            | 1995. június 17. (28 évesen)         | 76                                   | 1                                    | Pisa                                 | 2023.11.16-án Bulgária ellen         | 1.200.000 €   |
| KP                                   | Nagy Zsolt                           | 1993. május 25. (30 évesen)          | 15                                   | 2                                    | Puskás Akadémia                      | 2023.11.16-án Bulgária ellen         | 600.000 €     |
| KP                                   | Nego Loïc                            | 1991. január 15. (32 évesen)         | 32                                   | 2                                    | Le Havre                             | 2023.11.16-án Bulgária ellen         | 1.000.000 €   |
| KP                                   | Callum Styles                        | 2000. március 28. (23 évesen)        | 17                                   | 0                                    | Barnsley                             | 2023.11.16-án Bulgária ellen         | 3.500.000 €   |
| KP                                   | Szuhodovszki Soma                    | 1999. december 30. (23 évesen)       | 0                                    | 0                                    | Kecskeméti TE                        | —                                    | 425.000 €     |
| CS                                   | Ádám Martin                          | 1994. november 6. (29 évesen)        | 18                                   | 3                                    | Ulszan Hyundai                       | 2023.11.16-án Bulgária ellen         | 1.000.000 €   |
| CS                                   | Csoboth Kevin                        | 2000. június 20. (23 évesen)         | 7                                    | 0                                    | Újpest                               | 2023.11.16-án Bulgária ellen         | 850.000 €     |
| CS                                   | Gazdag Dániel                        | 1996. március 2. (27 évesen)         | 22                                   | 4                                    | Philadelphia Union                   | 2023.11.16-án Bulgária ellen         | 8.000.000 €   |
| CS                                   | Horváth Krisztofer                   | 2002. január 8. (21 évesen)          | 1                                    | 0                                    | Kecskeméti TE                        | 2023.09.10-én Csehország ellen       | 600.000 €     |
| CS                                   | Németh András                        | 2002. november 9. (21 évesen)        | 3                                    | 1                                    | Hamburg                              | 2023.11.16-án Bulgária ellen         | 1.500.000 €   |
| CS                                   | Szoboszlai Dominik                   | 2000. október 25. (23 évesen)        | 37                                   | 8                                    | Liverpool                            | 2023.11.16-án Bulgária ellen         | 70.000.000 €  |
| Játékosok értéke összesen:           | Játékosok értéke összesen:           | Játékosok értéke összesen:           | Játékosok értéke összesen:           | Játékosok értéke összesen:           | Játékosok értéke összesen:           | Játékosok értéke összesen:           | 135.375.000 € |
| A keret átlagéletkora:               | A keret átlagéletkora:               | A keret átlagéletkora:               | A keret átlagéletkora:               | A keret átlagéletkora:               | A keret átlagéletkora:               | A keret átlagéletkora:               | 26,4 év       |
| A keret átlag válogatottságok száma: | A keret átlag válogatottságok száma: | A keret átlag válogatottságok száma: | A keret átlag válogatottságok száma: | A keret átlag válogatottságok száma: | A keret átlag válogatottságok száma: | A keret átlag válogatottságok száma: | 19,7          |
| Szövetségi kapitány: Marco Rossi     |                                      |                                      |                                      |                                      |                                      |                                      |               |

‡ Kerkez Milost a Bulgária elleni mérkőzésen kiállította a játékvezető, így eltiltás miatt ezen a találkozón nem állhatott a szakmai stáb rendelkezésére.
Miodrag Radulovics szövetségi kapitány 2023. november 6-án kihirdette az utolsó két – a november 17-i Litvánia és a november 19-i magyar válogatott elleni – Európa-bajnoki selejtezőjére a montenegrói válogatott keretét.  Érdekesség, hogy a 30 fős keretbe a legtöbb játékost a magyar elsőosztályú bajnokság, az OTP Bank Liga adja, szám szerint hármat (Danijel Petkovics–Kisvárda, Sztefan Loncsar–Debrecen, és Driton Camaj–Kisvárda).
| Montenegró                              | Montenegró                           | Montenegró                           | Montenegró                           | Montenegró                           | Montenegró                           | Montenegró                           | Montenegró   |
| Poszt                                   | Név                                  | Születési idő és életkor             | Vál.                                 | Gól                                  | Klub                                 | Utolsó válogatottság                 | Érték*       |
| --------------------------------------- | ------------------------------------ | ------------------------------------ | ------------------------------------ | ------------------------------------ | ------------------------------------ | ------------------------------------ | ------------ |
| K                                       | Milan Mijatovics                     | 1987. július 26. (36 évesen)         | 35                                   | 0                                    | Borac Banja Luka                     | 2023.11.16-án Litvánia ellen         | 200.000 €    |
| K                                       | Danijel Petkovics                    | 1993. május 25. (30 évesen)          | 25                                   | 0                                    | Kisvárda                             | 2023.10.12-én Libanon ellen          | 400.000 €    |
| K                                       | Szuad Licsina                        | 1995. február 8. (28 évesen)         | 0                                    | 0                                    | Szutjeszka Niksics                   | –                                    | 75.000 €     |
| V                                       | Sztefan Szavics                      | 1991. január 8. (32 évesen)          | 72                                   | 9                                    | Atlético Madrid                      | 2023.10.17-én Szerbia ellen          | 6.000.000 €  |
| V                                       | Zsarko Tomasevics                    | 1990. február 22. (33 évesen)        | 66                                   | 5                                    | Asztana                              | 2023.10.17-én Szerbia ellen          | 300.000 €    |
| V                                       | Adam Marusics                        | 1992. október 17. (31 évesen)        | 57                                   | 3                                    | Lazio                                | 2023.10.17-én Szerbia ellen          | 8.000.000 €  |
| V                                       | Riszto Radunovics                    | 1992. május 4. (31 évesen)           | 33                                   | 1                                    | FCSB                                 | 2023.11.16-án Litvánia ellen         | 1.300.000 €  |
| V                                       | Igor Vujacsics                       | 1994. augusztus 8. (29 évesen)       | 30                                   | 0                                    | Rubin Kazany                         | 2023.11.16-án Litvánia ellen         | 3.500.000 €  |
| V                                       | Marko Vukcsevics                     | 1993. június 7. (30 évesen)          | 18                                   | 1                                    | Varasd                               | 2023.10.12-én Libanon ellen          | 600.000 €    |
| V                                       | Nikola Sipcsics                      | 1995. május 17. (28 évesen)          | 7                                    | 0                                    | Tenerife                             | 2023.09.10-én Bulgária ellen         | 600.000 €    |
| V                                       | Andrija Vukcsevics                   | 1996. október 11. (27 évesen)        | 7                                    | 0                                    | Juárez                               | 2023.11.16-án Litvánia ellen         | 850.000 €    |
| V                                       | Milos Milovics                       | 1995. december 22. (27 évesen)       | 4                                    | 0                                    | Navbahor Namangan                    | 2023.10.12-én Libanon ellen          | 750.000 €    |
| V                                       | Szlobodan Rubezsics                  | 2000. március 21. (23 évesen)        | 2                                    | 0                                    | Aberdeen                             | 2023.11.16-án Litvánia ellen         | 1.500.000 €  |
| V                                       | Marko Tucsi                          | 1998. december 4. (24 évesen)        | 3                                    | 0                                    | Kangvon                              | 2023.10.17-én Szerbia ellen          | 275.000 €    |
| KP                                      | Vladimir Jovovics                    | 1994. október 26. (29 évesen)        | 54                                   | 0                                    | Jablonec                             | 2023.10.17-én Szerbia ellen          | 450.000 €    |
| KP                                      | Marko Jankovics                      | 1995. július 9. (28 évesen)          | 44                                   | 1                                    | Qarabağ                              | 2023.11.16-án Litvánia ellen         | 500.000 €    |
| KP                                      | Marko Bakics                         | 1993. november 1. (30 évesen)        | 24                                   | 0                                    | ÓFI Kréta                            | 2023.09.10-én Bulgária ellen         | 400.000 €    |
| KP                                      | Milos Raickovics                     | 1993. december 2. (29 évesen)        | 17                                   | 0                                    | Aktöbe                               | 2023.10.17-én Szerbia ellen          | 450.000 €    |
| KP                                      | Sztefan Loncsar                      | 1996. február 19. (27 évesen)        | 12                                   | 0                                    | Debreceni VSC                        | 2023.11.16-án Litvánia ellen         | 500.000 €    |
| KP                                      | Driton Camaj                         | 1997. március 7. (26 évesen)         | 11                                   | 1                                    | Kisvárda                             | 2023.11.16-án Litvánia ellen         | 550.000 €    |
| KP                                      | Andrija Radulovics                   | 2002. július 3. (21 évesen)          | 2                                    | 0                                    | Vojvodina                            | 2023.10.12-én Libanon ellen          | 1.500.000 €  |
| KP                                      | Vladan Bubanja                       | 1999. február 21. (24 évesen)        | 1                                    | 0                                    | Lokomotiva Zagreb                    | 2023.06.20-án Csehország ellen       | 1.000.000 €  |
| KP                                      | Nebojsa Koszovics                    | 1995. február 24. (28 évesen)        | 33                                   | 1                                    | Meizhou Hakka                        | 2023.10.12-én Libanon ellen          | 900.000 €    |
| KP                                      | Edvin Kucs                           | 1993. október 27. (30 évesen)        | 3                                    | 3                                    | Ballkani                             | 2023.11.16-án Litvánia ellen         | 400.000 €    |
| CS                                      | Sztevan Jovetics                     | 1989. november 2. (34 évesen)        | 73                                   | 34                                   | Olimpiakosz                          | 2023.11.16-án Litvánia ellen         | 1.500.000 €  |
| CS                                      | Sztefan Mugosa                       | 1992. február 26. (31 évesen)        | 53                                   | 15                                   | Incshon United                       | 2023.10.17-én Szerbia ellen          | 600.000 €    |
| CS                                      | Milutin Oszmajics                    | 1999. július 25. (24 évesen)         | 20                                   | 2                                    | Preston                              | 2023.11.16-án Litvánia ellen         | 2.000.000 €  |
| CS                                      | Nikola Krsztovics                    | 2000. április 5. (23 évesen)         | 13                                   | 2                                    | Lecce                                | 2023.11.16-án Litvánia ellen         | 5.000.000 €  |
| CS                                      | Viktor Djukanovics                   | 2004. január 29. (19 évesen)         | 3                                    | 0                                    | Hammarby                             | 2023.11.16-án Litvánia ellen         | 1.800.000 €  |
| CS                                      | Dusan Bakics                         | 1999. február 23. (24 évesen)        | 5                                    | 0                                    | Dinamo Minszk                        | 2023.11.16-án Litvánia ellen         | 500.000 €    |
| Játékosok értéke összesen:              | Játékosok értéke összesen:           | Játékosok értéke összesen:           | Játékosok értéke összesen:           | Játékosok értéke összesen:           | Játékosok értéke összesen:           | Játékosok értéke összesen:           | 42.400.000 € |
| A keret átlagéletkora:                  | A keret átlagéletkora:               | A keret átlagéletkora:               | A keret átlagéletkora:               | A keret átlagéletkora:               | A keret átlagéletkora:               | A keret átlagéletkora:               | 28,4 év      |
| A keret átlag válogatottságok száma:    | A keret átlag válogatottságok száma: | A keret átlag válogatottságok száma: | A keret átlag válogatottságok száma: | A keret átlag válogatottságok száma: | A keret átlag válogatottságok száma: | A keret átlag válogatottságok száma: | 24,2         |
| Szövetségi kapitány: Miodrag Radulovics |                                      |                                      |                                      |                                      |                                      |                                      |              |

## A mérkőzés
| 2023. november 19. 15:00 |

| Magyarország                                                                       | 3 – 1               | Montenegró                                                                                              |
| ---------------------------------------------------------------------------------- | ------------------- | --- |
| Szoboszlai 66' 68' Nagy Á. 90+3' Szoboszlai 26' Gazdag 35' Dibusz 78' Nagy Zs. 86' | (0 – 1) Jegyzőkönyv | 36' Rubezsics 13' Camaj 18' Szavics 33' Rubezsics 47' Vesovics 70' Vujacsics 88' Raicskovics 90+2' Kucs |

| Puskás Aréna, Budapest Nézőszám: 66.743 Játékvezető: Danny Makkelie (holland) |

### Az összeállítások
| Magyarország | Montenegró |

| Negyedik játékvezető: Marc Nagtegaal VAR videóbíró: Clay Ruperti Asszisztensek: Hessel Steegstra (partvonal) Jan de Vries (partvonal) |

## Statisztikák
A mérkőzés statisztikái
| Magyarország |                        | Montenegró |
| ------------ | ---------------------- | ---------- |
| 58%          | Labdabirtoklás         | 42%        |
| 3            | Gól                    | 1          |
| 4            | Sárga lap              | 7          |
| 0            | Piros lap              | 0          |
| 6            | Szöglet                | 3          |
| 2            | Les                    | 2          |
| 50 (69%)     | Támadások száma        | 22 (31%)   |
| 17           | Lövés                  | 8          |
| 6            | Kaput nem talált lövés | 0          |
| 5            | Kaput eltalált lövés   | 7          |
| 1            | Blokkolt lövés         | 6          |
| 6            | Kapus védés            | 2          |
| 540          | Passz                  | 322        |
| 475          | Sikeres passz          | 259        |
| 88%          | Passz hatékonyság      | 80%        |
| 12           | Szabálytalanságok      | 21         |

## A selejtezőcsoport végeredménye
További eredmény a csoportban
| 2023. november 19. | Szerbia | 2–2 | Bulgária |

| Hely. | Csapat           | M | Gy | D | V | G+ | G– | Gk | P  | Továbbjutás                 |     | Magyarország | Szerbia | Montenegró | Litvánia | Bulgária |
| ----- | ---------------- | - | -- | - | - | -- | -- | -- | -- | --------------------------- | --- | ------------ | ------- | ---------- | -------- | -------- |
| 1.    | Magyarország (Q) | 8 | 5  | 3 | 0 | 16 | 7  | +9 | 18 | Kijut az Európa-bajnokságra |     | —            | 2–1     | 3–1        | 2–0      | 3–0      |
| 2.    | Szerbia (Q)      | 8 | 4  | 2 | 2 | 15 | 9  | +6 | 14 | Kijut az Európa-bajnokságra |     | 1–2          | —       | 3–1        | 2–0      | 2–2      |
| 3.    | Montenegró       | 8 | 3  | 2 | 3 | 9  | 11 | −2 | 11 |                             |     | 0–0          | 0–2     | —          | 2–0      | 2–1      |
| 4.    | Litvánia         | 8 | 1  | 3 | 4 | 8  | 14 | −6 | 6  |                             | 2–2 | 1–3          | 2–2     | —          | 1–1      |          |
| 5.    | Bulgária         | 8 | 0  | 4 | 4 | 7  | 14 | −7 | 4  |                             | 2–2 | 1–1          | 0–1     | 0–2        | —        |          |

## Örökmérleg a mérkőzés után
| Sorszám | Időpont     | Helyszín  | Eredmény  | Kiírás               |
| ------- | ----------- | --------- | --------- | -------------------- |
| 1/817   | 2007.03.24. | Podgorica | 1–2 (1–0) | felkészülési         |
| 2/832   | 2008.08.20. | Budapest  | 3–3 (1–1) | felkészülési         |
| 3/938   | 2019.09.05. | Podgorica | 1–2 (1–1) | felkészülési         |
| 4/979   | 2023.06.17. | Podgorica | 0–0       | 2024-es Eb-selejtező |
| 5/986   | 2023.11.19. | Budapest  | 3–1 (0–1) | 2024-es Eb-selejtező |

| M | Gy | D | V | G+ | G– | Gk | T (%) | Forrás      |
| - | -- | - | - | -- | -- | -- | ----- | ----------- |
| 5 | 1  | 2 | 2 | 8  | 8  | 0  | 40,00 | [ 4 ] [ 5 ] |

Jelölések
- Az eredmények magyar szempontból értendők.
- Tétmérkőzés